# すっとび仁義
『すっとび仁義』は、1961年8月5日に ビクターより発売された橋幸夫の11枚目のシングル（VS-553）。同名の映画の主題歌となっている（後述）。

## 概要
- 1960年7月、『潮来笠』でデビューした橋は、その年、半年間で5枚のシングルをリリースし、翌61年には3月に『磯ぶし源太』を5月には『南海の美少年』など3枚、7月に『沓掛時次郎』と次々とヒット曲を発表したが、いずれの作品とも作詞は佐伯孝夫、作曲は吉田正と橋の両恩師による楽曲であった。
- 11枚目にあたる本曲制作のきっかけは、芸能雑誌『平凡』とのタイアップによる、一般読者からの歌詞募集である。「当時は、芸能ファン雑誌が隆盛で、それとタイアップしてヒット曲や映画を創ろうという企画」が盛んであったとされている[2]。
- この公募で当選したのが、白崎まさし作詞による本作「すっとび仁義」で、これを佐伯孝夫が補作して、吉田正が作曲した。
- ジャケットには「平凡募集当選歌」と明記されている（「大映映画主題歌」も併記されている）。
- 本曲は、佐伯孝夫以外の作詞による橋のはじめての歌唱曲となった。
- 演奏には、三味線で静子が加わり、『潮来笠』以来の2度目の共演となっている[3]。
- 映画も同時に制作され、これは平凡、大映、ビクター3社で橋の相手役を一般公募することとなり、61年7月29日「橋幸夫の相手役・姿美千子コンテスト」の最終審査会（東京産経ホール）が行われ、1万数千人のなかから橘郁子（姿美千子）が選出された[4]。芸名を先に決めての相手役募集であった。
- ジャケットは4頁で、2-3頁の見開きに、橋の踊りの師にあたる花柳啓之の振付が分解写真で記載されている。
- c/wは「あばれ天竜」従来とおり、佐伯孝夫作詞、吉田正作曲となっている。
- 1961年に年間で16万枚を売り上げ、ビクターの年間ヒット賞を受賞した[5]。

## 収録曲
1. すっとび仁義
作詞：白崎まさし、補作詞： 佐伯孝夫、作・編曲：吉田正
2. あばれ天竜
作詞：佐伯孝夫、作・編曲：吉田正

## 共演
- 静子（三味線）～市丸妹～
- 豊寿（三味線）

## 収録アルバム
- LP盤のアルバムにはあるが、CDアルバム未収録楽曲となっている。
『唄う橋幸夫 颯爽股旅篇』[1964/1発売]LPモノラル、その他
- CD-BOXへの収録
『橋幸夫大全集』（CD-BOX 6枚組　全114曲収録） [1993年9月20日発売] Disc1
『橋幸夫のすべて』（CD-BOX 5枚組　全105曲収録） [2011年2月8日発売] Disc1
『橋幸夫ベスト100+カラオケ15』（CD-BOX 5+1枚組） [2015年10月28日発売] Disc3

## 映画「すっとび仁義」
- 本作を主題歌とする『すっとび仁義』（大映京都）が橋幸夫主演で制作され、1961年9月15日に公開された。カラー、シネマスコープサイズで上映時間は1時間16分[6]。
- ものがたりは、橋が、双子の兄弟「若殿新之助」と「すっとびの新三」のと名のるやくざの一人二役を演じ、奥州松平家のお家騒動を収める痛快時代劇。姿美千子は橋の相手役として、一般公募で選出され、本作品でデビューしている。